# 왕선재
왕선재(王善財, 1959년 3월 16일 ~ )는 대한민국의 전 축구 선수이자 축구 지도자이다.

## 선수 경력
1983년 실업팀인 한일은행 축구단에 입단했다. 1984년 소속팀인 한일은행 축구단이 K리그에 참가함에 따라 왕선재도 K리그 무대에서 뛰게 되었다. 1984년 4월 21일 현대 호랑이와의 경기에서 K리그 데뷔골을 기록했다. 이 골은 한일은행 축구단이 K리그에서 기록한 첫번째 득점이었다.